# Detlef Laibach
Detlef Laibach (* 25. November 1959) ist ein ehemaliger deutscher Fußballspieler. Der Offensivspieler war für mehrere Klubs aus dem Ruhrgebiet aktiv, dabei lief er für Rot-Weiss Essen in der 2. Bundesliga auf.

## Sportlicher Werdegang
Laibach spielte ab Sommer 1980 für den Bezirksligisten VfL Kray 1931. Beim Essener Stadtteilverein machte er höherklassig auf sich aufmerksam, 1983 wechselte er zu Rot-Weiss Essen in die 2. Bundesliga. Unter Trainer Rolf Bock, der den Klub in der Vorsaison zum Klassenerhalt geführt hatte, debütierte er am ersten Spieltag der Zweitliga-Spielzeit 1983/84 bei der 2:5-Auswärtsniederlage bei Aufsteiger SSV Ulm 1846 in der Startformation. Nach der Entlassung Bocks, unter dem er elf Ligapartien bestritten hatte, im Oktober 1983 rückte er unter dessen Nachfolger János Bédl ins zweite Glied. Erst unter Siegfried Melzig, ab Februar 1984 im Amt, rückte er wieder in die Mannschaft um Carsten Hallmann, Karl-Heinz Gundersdorf, Karl Richter und Horst Freund und erzielte bis zum Saisonende zwei Tore. Am letzten Spieltag rutschte RWE nach einer 2:3-Niederlage beim FC Schalke 04, bei der Helmut Gorka und Herbert Demange einen zwischenzeitlichen 0:2-Rückstand noch ausgeglichen hatten, aufgrund des gleichzeitigen 4:0-Erfolgs des Konkurrenten Rot-Weiß Oberhausen gegen Schlusslicht BV 08 Lüttringhausen auf einen Abstiegsplatz und musste den Gang in die Oberliga Nordrhein antreten.
In der Oberliga-Spielzeit 1984/85 entwickelte sich ein Duell zwischen RWE und dem Stadtrivalen Schwarz-Weiß Essen. Unter Trainer Dieter Tartemann stand die Mannschaft lange Zeit hinter dem Rivalen, der im direkten Duell – die Brisanz lässt sich auch daran erkennen, dass Bundesliga-Schiedsrichter Wolf-Dieter Ahlenfelder, der seinerzeit auf der FIFA-Liste stand, das Spiel leitete – mit einem 3:1-Erfolg am Ostermontag 1985 überwunden wurde. Dabei hatte Laibach nach einem Solo ab der Mittellinie mit einem Schuss von der Strafraumgrenze die 2:1-Führung erzielt, zuvor hatte der spätere Torschützenkönig Michael Pröpper die ETB-Führung ausgeglichen und Uwe Kober erzielte in der zweiten Halbzeit nach einem Eckstoß den Endstand. Am Ende wurde der Konkurrent um vier Punkte distanziert, in der Aufstiegsrunde zur 2. Bundesliga verpasste die Mannschaft nach einer 0:3-Niederlage im direkten Duell mit Tennis Borussia Berlin am vorletzten Spieltag den direkten Wiederaufstieg, trotz eines 7:0-Erfolgs über den Hummelsbütteler SV am abschließenden Spieltag konnte der spielfreie Berliner Konkurrent nicht mehr überflügelt werden. In der folgenden Spielzeit war der aus dem BV 08 Lüttringhausen entstandene BVL 08 Remscheid Hauptkonkurrent um die Oberliga-Meisterschaft. Mit einem Punkt Vorsprung wurde diese wiederholt, dieses Mal war der Klub in der Aufstiegsrunde als Tabellenzweiter hinter dem FC St. Pauli mit zwei Punkten Vorsprung auf den Berliner Vertreter SC Charlottenburg erfolgreich.
Unter Trainerdebütant Horst Hrubesch und dessen Assistenten Peter Neururer stand Laibach in der Zweitliga-Spielzeit 1986/87 in 29 Ligaspielen auf dem Platz, dabei erzielte er sechs Saisontore und erreichte auf dem zehnten Tabellenplatz den Klassenerhalt. In der folgenden Spielzeit war er mit 36 Saisoneinsätzen endgültig Stammspieler. Hrubesch wurde nach einem Fehlstart freigestellt, unter Neururer  konnte sich die Mannschaft jedoch kaum stabilisieren. Daher übernahm zunächst Horst Franz, der jedoch nach drei Spielen in Richtung Schalke 04 weiterzog – nach eigenen Angaben war er bei RWE ohne Vertrag tätig gewesen, der Klub machte jedoch Regressansprüche geltend –, und unter dem ab dem Jahreswechsel 1987/88 zuständigen Lothar Buchmann rückte der Klub in der Tabelle vor – als Tabellenelfter hatte der Verein am Saisonende einen Punkt Vorsprung auf die Abstiegsränge. Mit zehn Saisontoren war Laibach dabei als zweitbester vereinsinterner Torschütze nach dem einmal mehr erfolgreichen Ralf Regenbogen maßgeblich am Klassenerhalt beteiligt. Zwischenzeitlich zum Mannschaftskapitän aufgestiegen, kam es in der folgenden Spielzeit zum Konflikt mit Hans-Günter Neues. Dieser setzte ihn zwar regelmäßig ein, Laibach beschwerte sich jedoch gegenüber Manager Johannes Wüst. Daraufhin wurde die angedachte Verlängerung des auslaufenden Vertrags im Sommer 1989 nicht vollzogen, nach 193 Punkt-, davon 124 Zweitligaspielen, verließ er den Verein.
Laibach schloss sich nach dem Abschied von RWE auf Initiative von Ex-RWE-Spieler Fred-Werner Bockholt dem von ihm trainierten Lokalrivalen Schwarz-Weiß Essen an, in der Oberliga-Spielzeit 1989/90 platzierte er sich mit der Mannschaft im mittleren Tabellenbereich. Ein Rückholangebot im Sommer 1989 von Rot-Weiss Essen, das nach Saisonende Neues entlassen hatte, lehnte er ab. Aufgrund der Reamateurisierung war er zu Saisonbeginn gesperrt. 1990 zog er zu Rot-Weiß Oberhausen weiter, der ehemalige Bundesligist spielte in der viertklassigen Verbandsliga Niederrhein gegen den Abstieg in die Fünftklassigkeit.
Laibach betreibt in Mülheim an der Ruhr mehrere Einzelhandelsgeschäfte.